# Вилис (Тексас)
Вилис (енгл. Willis) град је у америчкој савезној држави Тексас. По попису становништва из 2010. у њему је живело 5.662 становника.

## Демографија
Према попису становништва из 2010. у граду је живело 5.662 становника, што је 1.677 (42,1%) становника више него 2000. године.
| Група             | 2000.         | 2010.         |
| Белци             | 1.988 (49,9%) | 2.381 (42,1%) |
| Афроамериканци    | 843 (21,2%)   | 1.029 (18,2%) |
| Азијати           | 19 (0,5%)     | 21 (0,4%)     |
| Хиспаноамериканци | 1.085 (27,2%) | 2.152 (38,0%) |
| Укупно            | 3.985         | 5.662         |